# Жан-Поль Марат
Жан-По́ль Мара́т — французький лікар, публіцист, революціонер під час Великої французької революції, голова Якобінського клубу.

## Життєпис

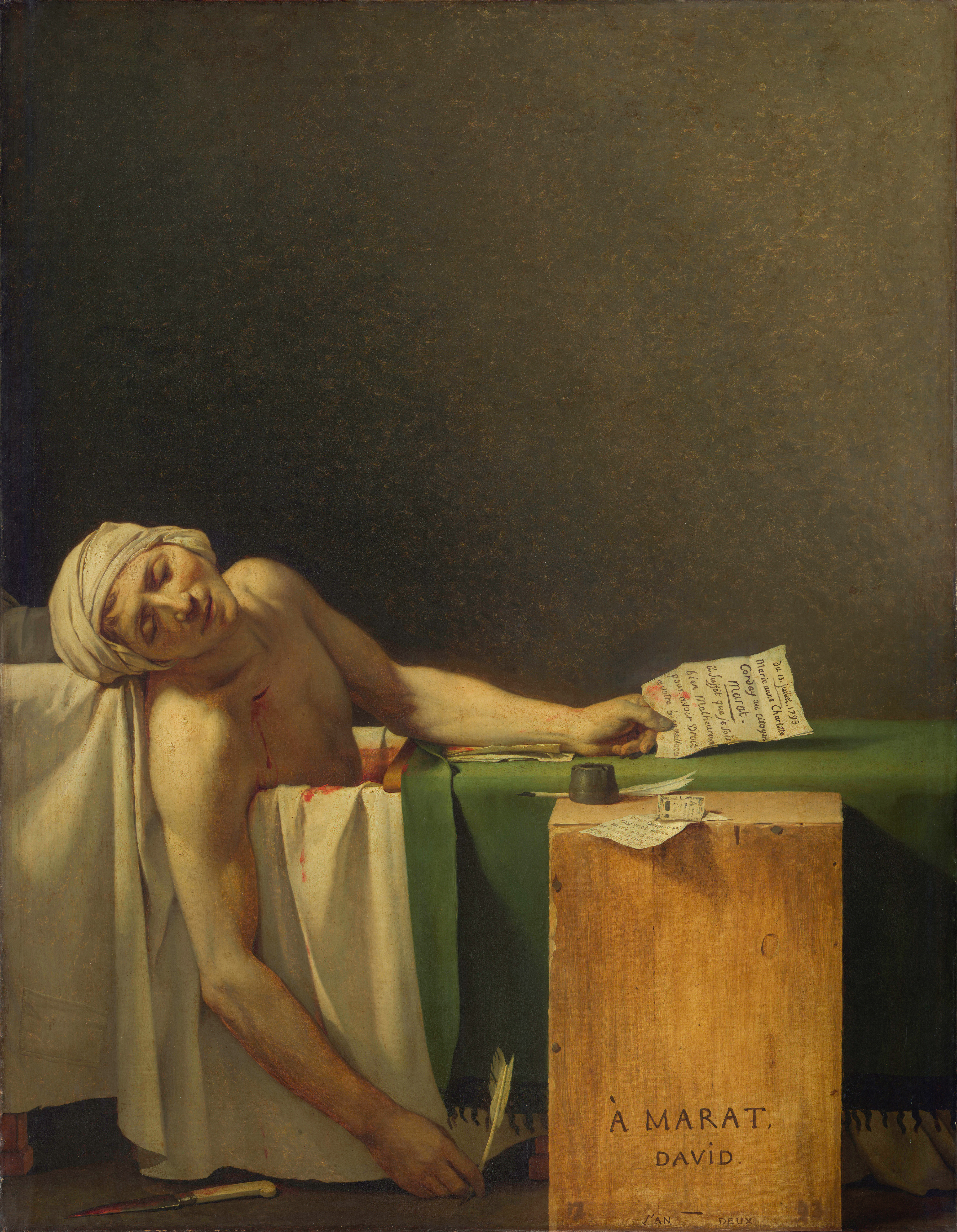
Смерть Марата

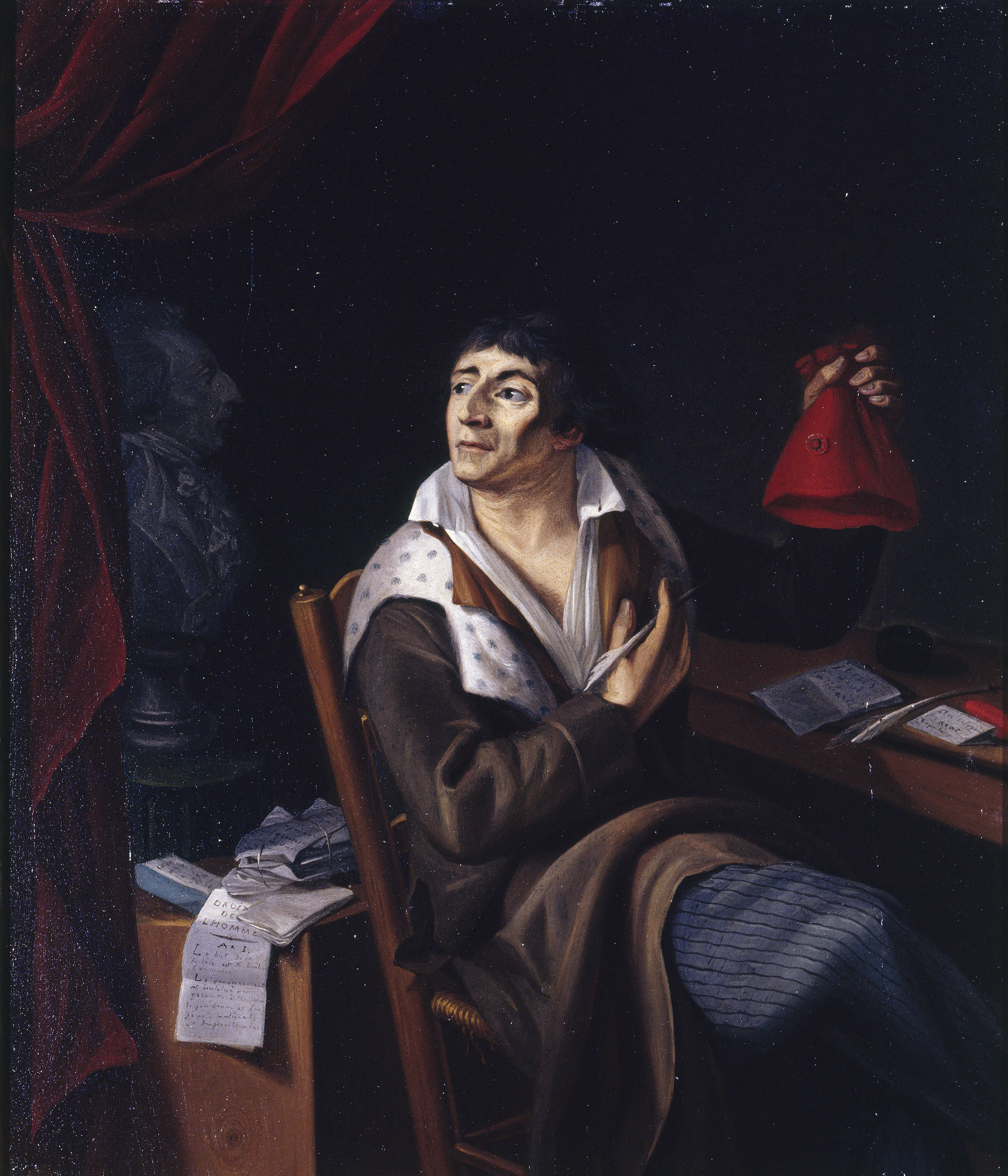
Анонімний портрет Марата, бл. 1793 (Музей Карнавале)

Народився 24 травня 1743 року в маленькому містечку Будрі, у князівстві Невшатель у Швейцарії. Одержав гарну освіту в будинку батька, досить відомого лікаря.
У 16 років залишив батьківський будинок, жив у Франції, Голландії, Ірландії й Англії, вивчав медицину, фізику й філософію, заробляв на життя уроками й лікарською практикою. Більше 10 років прожив в Англії та Голландії й виступив там з рядом революційних книг і брошур, через які здобув чимало запеклих ворогів.
У 1773 році видав двотомну працю з фізіології «Філософський досвід про людину; або Принципи і закони впливу душі на тіло і тіла на душу», за яким написав ряд інших наукових праць. Ця книга викликала його полеміку з Вольтером.
У 1775 році в Англії вийшов у світ памфлет «Ланцюги рабства» — видатний політичний добуток, спрямований проти абсолютизму й англійської парламентської системи і який висував ідеї збройного повстання і збройної диктатури.
У 1776 році переїжджає в Париж і поселяється на вулиці Старого голубника, де здобув популярність лікарською практикою і науковими дослідженнями з фізики. 
У 1780 подав на конкурс свій «План кримінального законодавства», деякі ідеї цього трактату (необхідність піклуватися про те, щоб ганьба від злочину не доходила до сімей злочинців, зокрема) були засвоєні імператором Йосифом II. Написаний у стилі просвітительської епохи про права нижчих класів, він наголошує, що «ніяка надмірність не має комусь належати за правом доти, доки є люди, які потребують насущного».
З початком революції залишив наукову роботу, присвятивши себе служінню повсталому народу.
У 1789 році випустив брошури «Дарунок батьківщині» і «Доповнення», де розвинув думку про необхідність об'єднання всіх суспільних прогресивних сил для боротьби проти абсолютизму та встановлення конституційної монархії.
З вересня 1789 року видає газету «Друг народу», що одержала популярність як бойовий орган революційної демократії. Виходила газета з 12 вересня 1789 до самої смерті Марата, причому Марат з однаковою гостротою накидався на королівську сім'ю, міністрів і членів національних зборів. «Друг народу» був дуже популярним серед населення, особливо в повного революційного фанатизму Парижі. Жорсткий тон «Друга народу» спровокував переслідування Марата.
Наприкінці 1791 року він переселився в Лондон, де зайнявся створенням книги «École du citoyen», але в квітні 1792 року повернувся в Париж і ще енергійніше взявся до видавництва. Напади на нього жирондистів, викликані його закликами до вбивства, викликали в нього жахливу до них ненависть, тим більше, що вкотре його друкарські верстати стали знищувати. Йому знову довелося ховатися. В ці дні він розіслав по місту плакати, в яких закликав до вбивства всіх антиреволюціонерів.
У 1792 обраний у Національний конвент. Він зайняв місце на чолі монтаньярів і зробився головною мішенню жирондистських ораторів.
24 квітня 1793 року Марата, усупереч праву недоторканності як депутата, по постанові Конвенту, якого домоглися жирондисти, через проповідь до розпуску зборів і заклики до вбивств було притягнуто до Революційного трибуналу. Доказами слугували різні номери його газет. Революційний трибунал 24 квітня 1793 року одноголосно його виправдав, і Марат із тріумфом був прийнятий назад до Конвенту. Після цього його головна діяльність полягала в знищенні жирондистів.
Страждаючи від тяжкої шкірної хвороби, Марат мусив не виходити з дому і приймати ванни. Під час однієї з них 13 липня 1793 року його відвідувачка, дворянка Шарлотта Корде запропонувала йому новий список «ворогів народу». Поки Марат записував їхні імена, вона зарізала його кухонним ножем.

## Вшанування пам'яті
У містах Франції на його честь названі вулиці, алеї.